# Homo longi
L'Homo longi è stata una denominazione alternativa alla specie dell'Homo di Denisova utilizzata per identificare l'appartenenza del cranio di Harbin, un fossile rinvenuto ad Harbin, nella pianura della Cina nordorientale, risalente ad almeno 146.000 anni fa durante il Pleistocene medio.
Nel 2025, un gruppo di ricerca guidato da Qiaomei Fu, dell'Accademia delle Scienze di Pechino, dopo essere ad estrarre il DNA da una placca dentale cranio di Harbin, ha confermato che appartiene alla stessa specie dell'Homo di Denisova.

## Tassonomia
La denominazione della specie, H. longi ossia Uomo drago, fa riferimento al luogo del ritrovamento, un ponte in costruzione sul fiume Amur, in cinese Hēilóng Jiāng ovvero fiume del drago nero.